# Teardrop
"Teardrop" é uma canção gravada pelo grupo inglês de trip hop Massive Attack, lançada comercialmente como o segundo single de Mezzanine (1998), seu terceiro álbum de estúdio, a 27 de abril de 1998, através da editora discográfica Virgin. No Reino Unido, alcançou o seu pico dentro das dez melhores posições da tabela musical de canções, tornando-se na canção de maior sucesso e a única a conseguir tal feito da banda no seu país natal. Além disso, conseguiu liderar a tabela musical da Islândia e alcançou os vinte melhores postos na Austrália, Irlanda e Nova Zelândia. A letra e os vocais ficaram a cargo de Elizabeth Fraser.
Em 2011, a canção recebeu uma nova versão por artistas musicais britânicos, creditados como The Colective.

## Alinhamento de faixas
1. "Teardrop" (versão do álbum) — 5:31
2. "Euro Zero Zero" — 5:24
3. "Teardrop" (Scream Team Remix) — 6:45
4. "Teardrop" (Mad Professor Mazaruni Instrumental Mix) — 6:24

## Desempenho nas tabelas musicais
| País — Tabela musical (1998-2016)                     | Posição de pico |
| ----------------------------------------------------- | --------------- |
| Austrália — Top 100 Singles (ARIA Charts)             | 16              |
| Bélgica (Flandres) — Top 50 Singles (Ultratop)        | 17              |
| Dinamarca — Single Top-40 (Hitlisten)                 | 12              |
| Alemanha — Top 100 Singles (GfK Entertainment Charts) | 52              |
| Islândia — Topp 40 (Íslenski listinn)                 | 1               |
| Irlanda — Singles Top 50 (IRMA)                       | 18              |
| Países Baixos — Single Top 100 (MegaCharts)           | 64              |
| Nova Zelândia — Top 40 Singles (RMNZ)                 | 19              |
| Polónia — Airplay Top 100 (ZPAV)                      | 20              |
| Escócia — Singles Sales Top 100 (OCC)                 | 13              |
| Suíça — Top Singles Top 75 (Schweizer Hitparade)      | 75              |
| Reino Unido — Official Singles Chart Top 100 (OCC)    | 10              |